# ライオン・キング (ミュージカル)
ライオン・キング (英: The Lion King) は1994年のウォルト・ディズニー・カンパニーによるアニメーション映画『ライオン・キング』を基にしたミュージカル。製作は1997年。ハンス・ジマー音楽、エルトン・ジョン作曲、ティム・ライス作詞、レボ・Mコーラス編曲。ジュリー・テイモアの演出では役者が動物の衣装を着るだけでなく、巨大なパペットも使用される。ディズニー・シアトリカル・プロダクションズのプロデュースによる。
1997年7月8日、アメリカ合衆国ミネソタ州ミネアポリスのオルフェウム劇場で初演され成功を収め、1997年10月15日、ブロードウェイ・シアターのニューアムステルダム劇場でプレヴュウ公演が行なわれ、11月13日、正式に公開された。2006年6月13日、当劇場でミュージカル『メリー・ポピンズ』が上映されることとなったためミンスコフ劇場に移動し、これまで5,350公演以上を上演。ブロードウェイ史上、『オペラ座の怪人』、『キャッツ』、『シカゴ』、『レミゼラブル』に続き5番目のロングラン公演である。2012年4月、興行収入は8億5,380万ドルを越えブロードウェイで最高となり、
2014年9月22日には、世界各国で上演分の累計興行収入が62億ドルを超え、他の演劇や映画を含むすべてのエンターテインメント作品の中で史上最高となったことが、ウォルト・ディズニー社より発表された。
イギリスでは1999年10月19日、ウエスト・エンドのライシーアム劇場で初演され現在も公開中である。2008年12月11日、ウエスト・エンド公演の出演者がRoyal Variety Performance に招聘されロンドン・パラディウムでイギリス王族の前で演じた。

## 日本公演
1998年より劇団四季によるロングラン公演を実施中。

## アメリカおよび海外の公演

### イギリス公演
ブロードウェイ公演の成功後、ハリソン・ロッチェンバーグのプロデュースによるイギリス公演が行なわれ、現在もロンドンのライシーアム劇場で上演されている。テイモアはプロデューサーのメリッサ・デメロと共にイギリスのプロダクションを率いた。ロンドンのプロダクションはウエスト・エンドで10周年を迎えた。

### カナダ公演
1999年から2004年の4年近く、カナダのトロントにあるプリンセス・オブ・ウエールズ劇場で上演。

### ロサンゼルス公演
2000年9月29日、ロサンゼルスのパンテイジス劇場でプレビュー公演が開始し、10月19日より正式に上演。2003年1月12日、952公演上演後閉幕。

### オーストラリア公演
2003年10月16日から2005年6月26日までオーストラリアのシドニーにあるキャピタル劇場で、2005年7月28日から2006年6月4日までメルボルンのレジェント劇場で上演。2013年12月、シドニーのキャピタル劇場の公演が行なわれることが発表された。

### 韓国公演
2006年10月28日から2007年10月28日、韓国ソウル南部のシャーロット劇場で上演。

### オランダ公演
2004年から2006年8月27日、オランダのサーカス劇場で『ターザン』の上演が始まる前まで上演。

### 南アフリカ公演
2007年6月初旬、南アフリカ共和国ヨハネスブルグでアフリカ大陸初演。『ライオン・キング』10周年としてフォーウェイズのモンテ・カジノにあるティートロ劇場でこけら落し公演が行なわれた。ヨハネスブルグで行なわれた開幕公演にはミュージカル『ライオン・キング』の製作チームや、ヨハネスブルグの少女達のための教育施設を創立したばかりのアメリカのトーク番組司会者オプラ・ウィンフリーが駆けつけた。2008年2月17日閉幕。

### フランス公演
2007年9月22日、フランスのパリにあるThéâtre Mogador で上演。

### 全米ツアー公演
現在全米ツアー公演1チームが巡業している(過去には同時に2チームが巡業していたこともあった)。ツアー公演はブロードウェイ公演と同様の公演であるが、プライド・ロック、スタンピード、グラスランドなどの舞台装置は安価な物に変更している。オープニングの太陽はサイズが縮小され長持ちしない物となっている。舞台規模およびオーケストラ・ピットも縮小されている。

### 台湾公演
2008年8月から2009年8月24日、台湾の台北で上演。

### メキシコ公演
2008年1月3日から27日、全米ツアーの一環としてメキシコのメキシコシティで英語で上演。

### ラスベガス公演
2009年5月5日からプレヴュウ公演、15日から本公演がラスベガスのマンダレイ・ベイで上演。

### スペイン公演
2011年10月20日、スペインでステージ・プロダクションプロデュースの公演がマドリードのTeatro Lope de Vega で開幕。

### シンガポール公演
2011年3月から10月30日、ベース・エンターテイメントおよびマリーナベイ・サンズがディズニー・シアトリカル・グループをシンガポールに迎え、マリーナベイ・サンズでの公演が行なわれた。シンガポールで行なわれた東南アジアでの初演はロンドンやニューヨークなど世界各地で行なわれた公演の再現となった。この公演の出演者はオーディションで世界中から集められた。

### ロシア公演
近いうちにロシアでの公演が行なわれることが発表された。

### 全英ツアー公演
2012年2月、8月31日のブリストル公演から12月1日のマンチェスター公演までの全英ツアーが発表された。

### ブラジル公演
2013年3月28日、ブラジルのサンパウロで上演。サンパウロ、リオデジャネイロ、サルヴァドールでオーディションが行なわれた。7名の南アフリカの俳優の他、ほとんどがブラジルの俳優であった。歌詞はブラジル人歌手ジルベルト・ジルによりポルトガル語に翻訳された。

### アイルランド公演
2013年、全英ツアー公演の一環でアイルランド公演が行なわれることとなった。

## あらすじ

### 第一幕
夜が明け、マンドリルのラフィキは動物達をプライド・ロックに呼び寄せる。彼女は動物達が集まる前に王のムファサと女王のサラビに挨拶をする(Circle of Life)。彼らに王子が誕生したのだ。王子の誕生によって王になり損なったムファサの弟、スカーはプライド・ロックへは行かずにいる。バオバブの木の裏でラフィキは子のイメージを描き、精霊から王子はシンバと名付けられる。
時が経ち、シンバは元気な若い王子となる(Grasslands Chant)。ムファサはシンバにプライド・ロックの頂上からプライド・ランドを見せ、Circle of Life として知られる繊細なバランスで世界が成り立っていることを説明する。ムファサは遠くの暗闇を指差しながらシンバにプライド・ランドの境界を越えてはいけないと警告する。ムファサの助言者であるサイチョウのザズーが領地内の状況の日報を伝えにやって来る(The Morning Report ブロードウェイ公演では現在カットされている)。
シンバはおじのスカーに会いに行く。狡猾なスカーは、シンバが行くことを禁止されている場所にある象の墓場にシンバの好奇心を煽る。その頃雌ライオン達は狩りに出る(The Lioness Hunt)。シンバは親友の少女ナラに一緒に象の墓場を見に行くよう誘う。ナラの母親サフィナなど雌ライオン達にどこに行くか嘘をつき、サラビは同意しザズーを同行させる。シンバとナラは結託してザズーをまき、シンバは自分の将来の地位を自慢げに話す(I Just Can't Wait to Be King)。
シンバとナラは象の墓場に行き探検を始める。ザズーが追いついたが、彼らはハイエナのシェンジ、バンザイ、エドに狙われていた。ハイエナ達はこの侵入者達を食べようとし、獲物を見てあざ笑う(Chow Down)。ムファサは彼らを助け、ハイエナ達を脅して追い払う。
ムファサはシンバの無謀な反抗に失望し怒り、勇敢と虚勢の違いについて説明する。ムファサはシンバに伝説の王達について語り、彼らが星になって空から全てを見ていることを話す(They Live in You)。ムファサは将来星になってもシンバを見守っていると話す。その後ムファサはザズーと共にシンバの行動について話し合うが、ザズーはムファサに、彼自身もシンバの年齢の頃は同じようなことをしていたと思い出させ、安心させる。
象の墓場ではスカーは自分が王になるためムファサとシンバを殺す計画をハイエナ達に話す。彼はもしハイエナ達が自分の味方になるのなら一生食に困らないよう約束する(Be Prepared)。スカーはシンバを峡谷に連れて行き、そこで待つように言う。スカーの合図によりハイエナ達はヌーを峡谷に突進させる(The Stampede)。スカーはムファサにシンバが峡谷から出られなくなったと話す。ムファサは息子を守るため峡谷に急ぎ、ヌーから逃れようとした時にスカーはムファサを崖から突き落とす。スカーはムファサが亡くなったのはシンバの責任だとし、ここから出て行くよう仕向ける。シンバが出て行くとスカーはハイエナ達にシンバを殺すように言う。シンバが国から出て行くと、ハイエナ達はスカーにシンバは亡くなったといい加減な事実を話す。ラフィキと雌ライオンはムファサとシンバが亡くなったことを嘆く(Rafiki Mourns)。スカーは王位を主張し、ハイエナ達にプライド・ランドに入ることを許す(Be Prepared リプライズ)。サラビとナラが嘆き悲しんでいる頃、やはり悲しみに打ちひしがれるラフィキはバオバブの木の傍にやって来てシンバの絵を塗りつぶす。
一方その頃、プライド・ランドを出て辿り着いた砂漠でシンバは熱中症にかかりへたり込んでいる。ハゲワシが集まり始めるが、ミーアキャットのティモンとイボイノシシのプンバァに追い払われる。シンバはムファサの死に責任を感じて苦しむが、ティモンとブンバァはシンバをジャングルの家に連れて行き、彼らの生き方や食虫について教え、シンバを励ます(Hakuna Matata)。シンバはジャングルで大人に成長する。

### 第二幕
派手な鳥のパペットと凧と共に、カラフルな衣装を着たコーラスが第二幕を開始させる(One by One)。曲が終わると美しい鳥達はハゲワシやガゼル属の骨に取って代わられる。スカーの支配下でCircle of Life のバランスは崩れ、干ばつがプライド・ランドを襲っていた。現在スカーに拘束されているザズーは王の悲哀を聞かされる。ハイエナ達は食料不足を訴えるが、スカーは自分自身のことしか考えておらず、なぜ自分が兄ムファサのように国民に愛されないのかと悩む。彼はムファサの幻影に脅かされ、自信過剰と被害妄想が交互に苛まれていた(The Madness of King Scar)。成長したナラはスカーに飢饉を訴えるが、スカーはナラを妻にし子を産ませることを勝手に決意。ナラは彼を激しく非難し、外部に助けを求めるためプライド・ランドを離れることに。ラフィキと雌ライオン達は彼女の無事を祈る(Shadowland)。
ジャングルではティモンとブンバァは眠りたいが、シンバは落ち着くことができない。苛立ったシンバはその場を離れようとするが、臆病なティモンとブンバァはシンバの後をついて行く。シンバは急流の川と飛び越え、ティモンも真似をするが失敗し、下流に流されてしまう。彼は枝に掴まりなんとか滝を逃れ、シンバに助けを求めるが、シンバはムファサの死のフラッシュバックにより助けることができない。ティモンは枝から落ち、シンバはフラッシュバックから目が覚めティモンを助ける。シンバは自分がティモンを見殺しにしかけたことを恥じる。
彼らは寝床を見つけ、星の話をする。シンバはムファサの言葉を語るが、ティモンとブンバァは亡くなった王達が彼らを見ているという意見を笑う。シンバはその場を離れ、寂しくなりムファサとの約束を思い出す(Endless Night)。ラフィキは風に乗ってきたこの歌を聞き、シンバが生きていることを確信し、喜び、彼女が昔描いたシンバの絵にたてがみを付け加える。
ジャングルではプンバァが雌ライオンに捕まってしまう。シンバは彼女と対決し彼を助けるが、雌ライオンがナラだと気付く。彼女はシンバが生きていることに驚き、彼こそが真の王だと確信する。ティモンとブンバァは混乱するが、シンバはナラと2人きりにしてくれるよう頼む。ティモンは何が起きているかを悟り、シンバのハクナ・マタタの生活が終わることを悲しむ(愛を感じて)。ナラはシンバにプライド・ランドの荒廃ぶりを話すが、シンバはムファサの死に責任を感じ、プライド・ランドに戻ることを拒否。
シンバは自らラフィキに会いに行くと、ラフィキはシンバの父親の精神は生き続けていることを説明する(He Lives in You)。ムファサの霊が空に現れ、シンバにシンバこそが真の王であり、Circle of Life を立て直すべきだと語る。シンバは勇敢さを取り戻し、家に帰る。その頃ナラはティモンとブンバァを起こしシンバの居場所を尋ねると、ラフィキが現れ真実を告げる。プライド・ランドで彼らは再会し、彼は自宅の荒廃を目の当たりにする。ティモンとブンバァはチャールストンでハイエナ達の気をそらさせ、シンバとナラをプライド・ロックに行かせる。
スカーはサラビを呼びつけ、雌ライオン達がなぜ狩りをしないのか尋ねる。サラビは狩りをしないのはムファサと彼の違いに怒っているからだと反抗し、スカーは彼女を攻撃する。そんな中、激怒したシンバがスカーの前に現れる。スカーはシンバに父殺しの懺悔を強要し、彼を追い詰める。自身を過信したスカーはシンバにムファサを殺したと認めるよう嘲る。憤慨したシンバは復活し、雌ライオン達に真実を話すよう強要する(Simba Confronts Scar)。プライド・ロックの頂上でシンバがスカーと戦っている頃、シンバの友人達はハイエナ達と戦っていた。スカーは命乞いをし、全てをハイエナ達のせいにする。慈悲によりシンバはスカーを放すが、スカーは再び攻撃。シンバが攻撃をかわすと、スカーは崖から転落。スカーの裏切りを聞いたハイエナ達は飢えにより彼を噛み千切った。
戦いに勝利したシンバの友人達は進み出て、シンバが真の王だと認める。シンバはプライド・ロックに登り、自分の王国一帯に向けて雄叫びを上げる(King of Pride Rock)。プライド・ランドは再生し、シンバとナラの子の誕生を祝い、ラフィキの先導により動物達が集まる。Circle of Life はこれからも続いていく(Circle of Life リプライズ)。

### 楽曲
| 曲名                         | 作詞作曲                                      | 出演者                                               | 試聴 |
| ---------------------------- | --------------------------------------------- | ---------------------------------------------------- | ---- |
| サークル・オブ・ライフ       | エルトン・ジョン、ティム・ライス              | ラフィキ、アンサンブル                               |      |
| 大草原                       | レボ・M                                       | アンサンブル                                         |      |
| 朝の報告                     | エルトン・ジョン、ティム・ライス              | ザズー、シンバ(子)、ムファサ                         |      |
| 雌ライオンの歌               | レボ・M                                       | アンサンブル                                         |      |
| 早く王様になりたい           | エルトン・ジョン、ティム・ライス              | シンバ(子)、ナラ(子)、ザズー、アンサンブル           |      |
| 食っちまえ                   | エルトン・ジョン、ティム・ライス              | シェンジ、バンザイ、エド                             |      |
| お前のなかに生きている       | マーク・マンシーナ、ジェイ・リフキン、レボ・M | ムファサ、アンサンブル                               |      |
| 覚悟しろ                     | エルトン・ジョン、ティム・ライス              | スカー、シェンジ、バンザイ、エド、アンサンブル       |      |
| ヌーの大暴走 /ラフィキの哀悼 | ハンス・ジマー、レボ・M                       | ラフィキ、アンサンブル                               |      |
| ハクナ・マタタ               | エルトン・ジョン、ティム・ライス              | ティモン、プンバァ、シンバ(子)、シンバ、アンサンブル |      |

| 曲名                                                              | 作詞作曲                                                      | 出演者                                                           | 試聴   |
| ----------------------------------------------------------------- | ------------------------------------------------------------- | ---------------------------------------------------------------- | ------ |
| ワン・バイ・ワン                                                  | レボ・M                                                       | アンサンブル                                                     |        |
| スカー王の狂気                                                    | エルトン・ジョン、ティム・ライス                              | スカー、ザズー、シェンジ、バンザイ、エド、ナラ                   |        |
| シャドウランド                                                    | ハンス・ジマー、レボ・M、マーク・マンシーナ                   | ナラ、ラフィキ、アンサンブル                                     | sample |
| 終わりなき夜                                                      | ジュリー・テイモア、レボ・M、ハンス・ジマー、ジェイ・リフキン | シンバ、アンサンブル                                             |        |
| 愛を感じて                                                        | エルトン・ジョン、ティム・ライス                              | ティモン、プンバァ、シンバ、ナラ、アンサンブル                   |        |
| お前の中に生きている (リプライズ)                                 | マーク・マンシーナ、ジェイ・リフキン、レボ・M                 | ラフィキ、シンバ、アンサンブル                                   | sample |
| シンバとスカーの対決                                              | マーク・マンシーナ、ロバート・エルハイ                        | インストゥルメンタル                                             |        |
| キング・オブ・プライドロック /サークル・オブ・ライフ (リプライズ) | ハンス・ジマー、レボ・M/エルトン・ジョン、ティム・ライス      | ラフィキ、シンバ、ナラ、プンバァ、ティモン、ザズー、アンサンブル |        |

## 製作
映画からのミュージカル化に際し、いくつかの変更や追加が行なわれた。テイモアは映画では主役級に女性がいないと考えたことからマンドリルのラフィキを女性に変更した。ラフィキ役のオリジナル・ブロードウェイ・キャストはTsidii Le Loka、オリジナル・ロンドン・キャストはJosette Bushell-Mingo。
ムファサとザズーがムファサの躾について語るシーンや、ティモンが滝に落ちそうになりシンバが自身の弱さにより助け損ねる危険なシーンなどいくつかのシーンが追加された。物語の大きな追加は、スカーがナラに結婚を迫りナラは精神的に弱り『The Madness of King Scar』でナラが出て行く描写である。ナラはスカーを拒否し、後でプライド・ランドを離れたのは飢餓の救助を求めるためだと語られる。ラフィキの歌『Shadowland』に乗せ、雌ライオン達はナラの旅の無事を祈る。
先に公開された『美女と野獣』のように、サイチョウのザズーの『Morning Report』など舞台版に追加された曲が、映画版のプラチナ・エディションのDVDに追加された。CD『Rhythm of the Pride Lands』で『Lea Halelela』としてズールー語で歌われた曲は舞台版では『Shadowland』としてナラとラフィキにより英語で歌われる。シンバによる、ムファサがいつも見守っているという歌詞の『Endless Night』もこのCDでは『Lala』としてスワヒリ語で歌われていた。このCDに収録されている『One By One』は舞台では第二幕のアフリカ的な幕開けにコーラスで歌われる。
役者が動物を演じる上で衣装以外に道具を用いることもある。例えばシマウマを演じる役者は竹馬を使用する。ムファサやスカーなどの主要なキャラクターは相手を威嚇したりするための仕掛けとして上下可動の頭部を装着している。ハイエナ、ザズー、ティモン、ブンバァなどは役者と等身大のパペットまたは衣装を着て演じられている。テイモアによるとティモンは、パペットの頭や腕の動きが役者の腕、背中、首に負担がかかるため、動きを習得するのが最も難しい役の一つとされる。
作曲家のレボ・Mはオリジナル・ブロードウェイ公演のコーラスを率いた。他のミュージカル作品に比べ、このコーラスは割りと見える位置にいる。
『The Lioness Hunt』は役者にとっては複雑なダンス・シークエンスを特徴としており、大きな頭部を装着している役者にはより難しいものとなっている。
中国での公演では中国独自の演出が含まれており、中国で有名な『Mice Love Rice(老鼠爱大米)』などの曲が織り込まれていた。出演者は中国語で冗談を言ったり観客と会話したりしていた。
2010年6月27日、ブロードウェイ公演で『Morning Report』を含む9分間のシーンがカットされた。この曲は以降の公演やスペイン語版などのキャスト・レコーディングでも使用されていない。
| 役者名                             | 役名       |
| ---------------------------------- | ---------- |
| ジェイソン・レイズ                 | シンバ     |
| ジョン・ヴィッカリー               | スカー     |
| サミュエル・E・ライト              | ムファサ   |
| ヘザー・ヘッドリー                 | ナラ       |
| シーディー・レ・ロカ               | ラフィキ   |
| マックス・カセラ                   | ティモン   |
| トム・アラン・ロビンス             | プンバァ   |
| ジェフ・ホイル                     | ザズー     |
| トレイシー・ニコール・チャップマン | シェンジ   |
| スタンリー・ウェイン・マティス     | バンザイ   |
| ケヴィン・カフーン                 | エド       |
| ジーナ・ブリードラヴ               | サラビ     |
| スコット・アービィ=ラニア          | シンバ(子) |
| カファナ・シャドード               | ナラ(子)   |

| 役者名                                                            | 役名       |
| ----------------------------------------------------------------- | ---------- |
| ロジャー・ライト                                                  | シンバ     |
| ルーク・ヤングブラッド                                            | シンバ(子) |
| ロブ・エドワーズ                                                  | スカー     |
| コレル・ジョン                                                    | ムファサ   |
| ポーレット・アイヴォリー                                          | ナラ       |
| ピッパ・ベネット=ワーナー/ナタリー・エマニュエル/ドミニク・ムーア | ナラ(子)   |
| ジョゼット・ブッシェル=ミンゴ                                     | ラフィキ   |
| サイモン・グレゴア                                                | ティモン   |
| マーティン・エリス                                                | プンバァ   |
| グレゴリー・ガッジョン                                            | ザズー     |
| ドーン・ミッチェル                                                | サラビ     |
| ステファニー・チャールズ                                          | シェンジ   |
| ポール・J・ミッドフォード                                         | バンザイ   |
| クリストファー・ホルト                                            | エド       |

## キャストCD
世界中の出演者によるCDが発売されている。
- 1997年、ブロードウェイ公演キャスト盤 (CD)
- 1999年、日本公演キャスト盤
- 2000年、オリジナルのロンドンキャスト (CD)
- 2002年、ドイツ公演キャスト盤
- 2004年、オランダ公演キャスト盤
- 2007年、フランス公演キャスト盤
- 2007年、南アフリカ公演キャスト盤 (ライヴCD)
- 2011年、スペイン公演キャスト盤
- 2015年、オリジナルメキシカンキャスト

### オリジナル・ブロードウェイ公演キャスト盤
The Lion King [Original Broadway Cast Recording] は1997年、出演者が歌う、舞台で使用されている楽曲が収録されウォルト・ディズニー・カンパニーにより発表されたCDである。曲のほとんどがアフリカ人作曲家のレボ・Mにより作曲され、映画で使用され、部分的あるいは全体的にアフリカの言語で歌われるなどアフリカの影響を受けたオリジナルの音楽に焦点を当てている。
スペイン公演キャスト盤には『The Morning Report』は収録されていない。これはブロードウェイ公演でカットされた影響とみられる。また『One by One』は言語の問題により『Somos Mil』とタイトルを変更している。
ラフィキが歌う『Rafiki Mourns』はブロードウェイ公演でラフィキのオリジナル・キャストであるシーディー・レ・ロカにより書かれたものである。
1. Nants' Ingonyama/Circle of Life - オープニング
2. Grasslands Chant
3. The Morning Report
4. The Lioness Hunt
5. I Just Can't Wait to Be King
6. Chow Down
7. They Live in You
8. Be Prepared
9. The Stampede!
10. Rafiki Mourns
11. Hakuna Matata
12. One by One
13. The Madness of King Scar
14. Shadowland
15. Endless Nights
16. ライオンは寝ている The Lion Sleeps Tonight
17. 愛を感じて Can You Feel the Love Tonight?
18. He Lives in You (リプライズ)
19. Timone Hula /Simba Confronts Scar
20. King of Pride Rock /Circle of Life (リプライズ) - エンディング

#### 編成
オリジナル・ブロードウェイ公演演奏者の編成を以下に示す
- 2 リード楽器 (エスニック・フルート/ウエスタン・フルート/ピッコロおよびフルート/クラリネット/バスクラリネット)
- 3 ヴァイオリン (3rd ヴィオラと兼任)
- 2 チェロ
- 3 フレンチ・ホルン
- 1 トロンボーン
- 1 バストロンボーン (チューバと兼任)
- 1 ベース (エレクトリック & アップライト)
- ドラム
- ギター
- 4 パーカッション
- 2 キーボード

## 受賞歴

### オリジナル・ブロードウェイ公演
| 年   | 賞                           | 部門                         | 受賞者 | 結果       |
| ---- | ---------------------------- | ---------------------------- | --- | ---------- |
| 1998 | ドラマ・デスク・アワード     | ミュージカル作品賞           | ミュージカル作品賞                                                                                                  | ノミネート |
| 1998 | ドラマ・デスク・アワード     | ミュージカル助演男優賞       | マックス・カセラ | ノミネート |
| 1998 | ドラマ・デスク・アワード     | ミュージカル助演男優賞       | ジェフ・ホイル | ノミネート |
| 1998 | ドラマ・デスク・アワード     | ミュージカル助演女優賞       | シーディー・レ・ロカ                                                                                                | 受賞       |
| 1998 | ドラマ・デスク・アワード     | 演出賞                       | ジュリー・テイモア                                                                                                  | 受賞       |
| 1998 | ドラマ・デスク・アワード     | 振付賞                       | ガース・ファーガン                                                                                                  | 受賞       |
| 1998 | ドラマ・デスク・アワード     | 編曲賞                       | ロバート・エルハイ、デイヴィッド・メッガー、ブルース・フォウラー                                                    | ノミネート |
| 1998 | ドラマ・デスク・アワード     | 装置デザイン賞               | リチャード・ハドソン                                                                                                | 受賞       |
| 1998 | ドラマ・デスク・アワード     | 衣装デザイン賞               | ジュリー・テイモア                                                                                                  | 受賞       |
| 1998 | ドラマ・デスク・アワード     | 照明デザイン賞               | ドナルド・ホルダー                                                                                                  | 受賞       |
| 1998 | ドラマ・デスク・アワード     | 音響デザイン賞               | トニー・メオラ | 受賞       |
| 1998 | ドラマ・デスク・アワード     | パペット・デザイン賞         | ジュリー・テイモア、マイケル・カリー                                                                                | 受賞       |
| 1998 | シアター・ワールド・アワード | シアター・ワールド・アワード | マックス・カセラ | 受賞       |
| 1998 | トニー賞                     | ミュージカル作品賞           | ミュージカル作品賞                                                                                                  | 受賞       |
| 1998 | トニー賞                     | ミュージカル脚本賞           | ロジャー・アラーズ、アイリーン・メッキ                                                                              | ノミネート |
| 1998 | トニー賞                     | オリジナル楽曲賞             | エルトン・ジョン, ティム・ライス, ハンス・ジマー, レボ・M, マーク・マンシーナ, ジェイ・リフキン、ジュリー・テイモア | ノミネート |
| 1998 | トニー賞                     | ミュージカル助演男優賞       | サミュエル・E・ライト                                                                                               | ノミネート |
| 1998 | トニー賞                     | ミュージカル助演女優賞       | シーディー・レ・ロカ                                                                                                | ノミネート |
| 1998 | トニー賞                     | ミュージカル演出賞           | ジュリー・テイモア                                                                                                  | 受賞       |
| 1998 | トニー賞                     | 振付賞                       | ガース・ファーガン                                                                                                  | 受賞       |
| 1998 | トニー賞                     | 編曲賞                       | ロバート・エルハイ、デイヴィッド・メッガー、ブルース・フォウラー                                                    | ノミネート |
| 1998 | トニー賞                     | ミュージカル装置デザイン賞   | リチャード・ハドソン                                                                                                | 受賞       |
| 1998 | トニー賞                     | ミュージカル衣装デザイン賞   | ジュリー・テイモア、マイケル・カリー                                                                                | 受賞       |
| 1998 | トニー賞                     | ミュージカル照明デザイン賞   | ドナルド・ホルダー                                                                                                  | 受賞       |

### オリジナル・ロンドン・公演
| 年   | 賞                       | 部門               | 受賞者             | 結果       |
| ---- | ------------------------ | ------------------ | ------------------ | ---------- |
| 1999 | ローレンス・オリヴィエ賞 | 新作ミュージカル賞 | 新作ミュージカル賞 | ノミネート |
| 1999 | ローレンス・オリヴィエ賞 | 振付賞             | ガース・ファーガン | 受賞       |
| 1999 | ローレンス・オリヴィエ賞 | 衣装デザイン賞     | ジュリー・テイモア | 受賞       |

### オリジナル・フランス公演
| 年   | 賞            | 部門               | 受賞者             | 結果 |
| ---- | ------------- | ------------------ | ------------------ | ---- |
| 2008 | Molière Award | ミュージカル作品賞 | ミュージカル作品賞 | 受賞 |
| 2008 | Molière Award | 衣装賞             | ジュリー・テイモア | 受賞 |
| 2008 | Molière Award | 照明デザイン賞     | ドナルド・ホルダー | 受賞 |